# نیروگاه خورشیدی شیراز
نیروگاه خورشیدی شیراز (تأسیس ۱۳۸۷)، نخستین نیروگاه خورشیدی ایران و در زمان خود بزرگترین نیروگاه خورشیدی خاورمیانه بود. این نیروگاه از نوع خورشیدی سهموی خطی است که در ایران توسط متخصصان داخلی ساخته شده‌است. در حال حاضر توان این نیروگاه ۲۵۰ کیلووات است که در برنامه توسعه پنجم قرار به تأمین ۵۰۰ کیلو وات می‌باشد. این نیروگاه یک مرکز تحقیقاتی است که ۳۰۰هزار متر مربع مساحت و ۶۰هزار متر مربع زیربنا دارد.

## مشخصات فنی
نیروگاه خورشیدی شیراز از ۴۸ عدد کلکتور سهموی در ۸ ردیف ۶ تایی تشکیل شده‌است که در راستای شمال- جنوب نصب گردیده‌است. طول هر کلکتور ۲۵ متر و دهانه آن ۴/۳ متر می‌باشد بر روی هر کلکتور ۶ عدد لوله جاذب استوانه ای شکل با پوشش کرم سیاه یا سرمت می‌باشد که به وسیلهٔ شیشه‌های پیرکس پوشانده شده‌است. این لوله‌ها در طول خط کانونی کلکتور قرار می‌گیرند.
نیروگاه خورشیدی شیراز شامل ۴۸ عدد کلکتور، ۴۹۹۲ عدد آینه نصب شده بر روی کلکتورها، ۲۸۸ عدد لوله گیرنده می‌باشد. همچنین هر آینه تعداد ۴ عدد پایه سرامیکی و هر کلکتور ۴۱۶ عدد پایه سرامیکی دارد. مجموع تعداد پایه سرامیکی کل نیروگاه ۱۹۹۶۸ عدد می‌باشد.
کل مجموعه بر روی سازه‌های نگهدارنده نصب شده‌است و توسط سیستم‌های ردیابی با سیستم کنترلی خورشید را در طول روز تعقیب می‌کند.
مشخصات فنی کلکتورهای سهموی خورشیدی
| مشخصه کلکتور          | مقدار        | مشخصه کلکتور          | مقدار               |
| --------------------- | ------------ | --------------------- | ------------------- |
| عرض دهانه             | ۳/۴ متر      | قطر لوله شیشه‌ای       | ۶٫۴ سانتی‌متر        |
| طول                   | ۲۵ متر       | قطر لوله گیرنده       | ۴٫۲ سانتی‌متر        |
| قطر لوله گیرنده       | ۴٫۲ سانتی‌متر | عرض دهانه             | ۳٫۴ متر             |
| نسبت تمرکز            | ۸۱           | دبی جریان             | 1.7 Kg/s            |
| راندمان اپتیکی        | ۰٫۷          | نسبت تمرکز            | ۸۱                  |
| ضریب جذب لوله گیرنده  | ۰٫۹۲         | ضریب دریافت           | ۰٫۹۶                |
| ضریب انعکاس آینه      | ۰٫۹          | دمای کارکرد           | ۲۷۵ درجه سانتی گراد |
| ضریب عبور لوله شیشه‌ای | ۰٫۹۱         | ضریب صدور لوله گیرنده | ۰٫۲۵                |

## کارکرد
انرژی حرارتی پرتوهای خورشید توسط لوله‌های جذبنده حرارت به سیال انتقال حرارت که روغن می‌باشد منتقل می‌شود. سیال تا ۲۶۵ درجه سانتیگراد گرم می‌شود و سپس روغن داغ وارد مبدل‌های حرارتی شده و پس از عبور از مبدل، آب را به بخار بسیار گرم تبدیل می‌کند و بخار حاصل وارد ماشین بخار شده و توسط ژنراتور برق تولید می‌شود.

## طرح گسترش
تا تاریخ ۱۳۸۸/۱۰/۲۱ تعداد شش هزار و ۶۰۰ آینه یک متر مربعی در این نیروگاه نصب شده‌است.
مدیرعامل سازمان انرژی‌های نو ایران (سانا) از افزایش ۱۰۰ درصدی ظرفیت نیروگاه خورشیدی شیراز خبر داد.

### طرح‌های آینده
بر اساس برنامه چهارم توسعه احداث بخش بخار این نیروگاه باید به پایان می‌رسید. اما به دلیل مشکلات تأمین اعتبار، احداث توربین بخار به برنامه توسعه پنجم منتقل شد.